# Діти повітря
Діти повітря (італ. I figli dell'aria) — пригодницький науково-фантастичний роман Еміліо Сальгарі, написаний 1904 року, що вийшов у видавництві Донаті в Генуї. Після описаних подій у романі було видано роман «Король повітря», опублікований у 1907.

## Сюжет
Два російських солдати, які знаходяться в Пекіні, звинувачуються у вбивстві та засуджені до смерті. За декілька хвилин до страти їх рятує неочікуване втручання фантастичної летючої машини під керівництвом загадкового Командира.
Двоє друзів, Федір і Роков, стали головними героями неймовірних пригод на борту Перепелятника в компанії багатого Командира, який все ж приховує від нових пасажирів свої справжні наміри.